# Viết tắt trong tiếng Việt
Tiếng Việt tại Việt Nam hiện sử dụng chữ Quốc ngữ (chữ Latinh) là chủ yếu, áp dụng cách viết tắt không nhất định theo một thể duy nhất. Do các chữ Latinh không có độ dài cố định nên không thể đoán trước kích thước của câu từ, viết tắt thường được sử dụng trong trường hợp khi đã viết ra thì không thể xóa, nhằm tránh bị quá chữ hay xuống dòng (như khi viết bằng bút mực, sơn).
Thông dụng nhất là dùng chữ cái đầu tiên của mỗi âm tiết. Đối với những ngôn ngữ dùng chữ cái Latinh thì họ thường lấy chữ cái đầu tiên của một từ, nhưng tiếng Việt phụ thuộc nhiều vào âm tiết nên không theo hẳn các ngôn ngữ dùng chữ Latinh khác. Ví dụ như tiếng Anh viết United States Agency for International Development thành USAID, dịch sang tiếng Việt là Cơ quan Phát triển Quốc tế Hoa Kỳ. Nếu áp dụng quy tắc theo tiếng Anh như trên thì sẽ viết tắt tiếng Việt là "CPQH", nhưng vì tiếng Việt căn cứ theo âm tiết nên sẽ viết là "CQPTQTHK".

## Phương pháp

### Dùng chữ cái đầu tiên của mỗi âm tiết
Đây là cách phổ biến nhất khi viết tắt tiếng Việt, dùng chữ cái đầu tiên của mỗi âm tiết:
- BTC: ban tổ chức
- CLB: Câu lạc bộ
- HTX: Hợp tác xã
- NXB: Nhà xuất bản
- ÔB: Ông bà
- TP: Thành phố
- TT: Tổng thống hay thủ tướng
- TƯ, TW: Trung ương, thường chỉ Trung ương Đảng Cộng sản Việt Nam
- UBND: Ủy ban nhân dân.
- BCH: Ban Chấp hành

Ngoài ra có một số danh từ khác cũng hay xuất hiện trên sách báo dưới dạng viết tắt như:
- CHXHCNVN: Cộng hòa Xã hội Chủ nghĩa Việt Nam
- MTDTGPMNVN: Mặt trận Dân tộc Giải phóng miền Nam Việt Nam
- QĐND, QDND: Quân đội Nhân dân Việt Nam
- QLVNCH: Quân lực Việt Nam Cộng hòa
- VNQDĐ, VNQDD: Việt Nam Quốc dân Đảng
- VNCH: Việt Nam Cộng hòa
- VNDCCH: Việt Nam Dân chủ Cộng hòa
- LHQ: Liên Hợp Quốc
- THPT: Trung học phổ thông.
- THCS: Trung học cơ sở

### Dùng gạch xiên
Cách viết tắt dùng gạch xiên cũng có trong các văn bản:
- đ/c: địa chỉ
- k/g: kính gửi
- th/g: thân gửi
- v/v: về việc

### Lược bỏ nguyên âm, phụ âm
Cũng có khi cách viết tắt dùng hai chữ cái của một âm tiết hay giảm bớt một số nguyên âm và phụ âm như:
- lm: làm
- tr: trang giấy trong một cuốn sách
- khg, khĝ, ko, hok, k, hum, khum, kg: không
- đc, dc: được
- đg, dg: đang
- ng: người
- bt, bik: biết
- h: giờ
- hc: học
- vt: viết
- vc: việc
- trc: trước
- j: gì
- xg: xong
- bx: bữa
- vg: vâng
- v: vậy
- m: mày
- t: tao, tôi
- s: sao
- r: rồi
- chs: chơi
- ae: anh em
- a: anh
- e: em
- cj: chị
- vs: với
- s: sao

Những chữ này thường thấy trong thư từ, ít khi thấy trong sách in.

### Viết tắt chỉ một âm tiết
Lối viết tắt trong tiếng Việt cũng có khi rút ngắn 1 trong 2 phần cấu tự mà thôi. Ví dụ như:
- cty: công ty
- ngta: người ta

### Rút ngắn âm tiết
Tiếng Việt có một số tên dùng nguyên tắc viết tắt nhưng thay vì rút lại chỉ chữ cái thì rút lại thành một âm tiết đơn giản:
- Fahasa: phát hành sách
- Vovinam: Võ Việt Nam
- Xunhasaba: xuất nhập sách báo

Việc rút ngắn âm tiết như này lại "vô tình" khiến cho các tên tiếng Việt dần bị "tây hóa" và không còn theo đúng chuẩn ngôn ngữ đơn âm tiết của tiếng Việt nữa. Tiêu biểu như ngày nay chính người Việt không còn gọi "Võ Việt Nam" nữa mà thường gọi là "Vovinam".

### Danh từ ngoại quốc
Một số danh từ ngoại quốc cũng du nhập tiếng Việt dưới dạng viết tắt như:
- bis: tiếng Pháp có nghĩa là "lần nữa", thường dùng trong cách viết địa chỉ ở Việt Nam khi xưa có một căn nhà, sau chia thành hai thì cả hai giữ cùng số nhà nhưng một căn sẽ kèm chữ "bis" như: "12 đường Lê Thái Tổ" và "12bis đường Lê Thái Tổ".
- CD: đọc là "xi-đi" theo tiếng Anh compact disc
- DVD: đọc là "đi-vi-đi" digital video disc
- HIV, SIDA, AIDS
- TV: đọc là "ti-vi", tức truyền hình

## Viết tắt và trò chuyện trực tuyến
Với kỹ thuật tin học và sự phát triển của các ngành thông tin mới như điện thoại thông minh, máy tính bảng, cách đánh chữ cũng đã thay đổi và hiện tượng viết tắt càng phổ biến với nhiều cách viết chưa từng thấy trong tiếng Như dưới dạng sách báo. Chẳng hạn, "không" viết tắt thành "ko", "k",...; "được" viết tắt là "dc",... Thậm chí tại Việt Nam, có nhiều học sinh còn dùng ngôn ngữ viết tắt để sử dụng và che giấu đi sự thiếu văn hóa hay che đi những từ thô tục, tục tĩu của mình khi trò chuyện trực tuyến.

## Đón nhận

### Ưu điểm
Viết tắt giúp giảm ký tự tối ưu hơn, tiết kiệm mực và giấy, giảm bộ nhớ lưu trữ văn bản.

### Nhược điểm
Viết tắt cũng khiến các vấn đề khác nảy sinh như tối nghĩa hay nhầm nghĩa. Đối với tiếng Việt, viết tắt còn khiến cho việc biểu âm của chữ Quốc ngữ bị kém đi. 
Hầu hết mọi người Việt khi viết tiếng Việt không dấu (hoặc dịch tên sang tiếng nước ngoài) thì thường bỏ hết tất cả dấu thay vì chỉ bỏ dấu thanh (như Nguyễn Văn Toàn thành "Nguyen Van Toan" thay vì "Nguyên Văn Toan", Lê Hồng Thủy Tiên thành "Le Hong Thuy Tien" thay vì "Lê Hông Thuy Tiên"). Việc làm này là một sai lầm lớn khiến việc đoán âm trở nên vô cùng khó khăn vì các dấu phụ của chữ cái mang tính cố hữu không thể bỏ. Nếu muốn bỏ dấu phụ thì chữ cái chứa dấu phụ đó cần phải có thêm chữ bổ sung thay thế cho dấu phụ để phân biệt. Ví dụ: Lương Bích Hữu thành "Luong Bich Hueu" (ue- thay cho ư-), Nguyễn Hồng Sơn thành "Nguyên Hông Seon" (eo- thay cho ơ-) hay Trần Thị Duyên thành "Trân Thi Djuyên" (Dj- thay D- còn D- thay Đ-). Tương tự với các địa danh như Hà Nội thành "Hanôi" thay vì "Hanoi", Đà Nẵng thành "Da Năng", Cần Thơ thành "Cân Thoh" (oh- thay ơ-), v.v..
Ngoài ra, do thường chỉ lấy chữ cái đầu tiên của mỗi âm tiết, những chữ cùng ký tự đầu như C-Ch thành C; G-Gh-Gi thành G; N-Ng-Ngh-Nh thành N; K-Kh thành K; P-Ph  thành P; T-Th-Tr thành T, nếu không giải thích thì khó phân biệt. Áo thi đấu của các đội tuyển thể thao (bóng đá, bóng chuyền,...) Việt Nam thường in tên vận động viên bằng cách viết tắt các âm tiết đầu và chỉ để lại đầy đủ phần tên cuối (như Đỗ Hùng Dũng = "D.H.Dung", Hà Đức Chinh = "H.D.Chinh", Trần Thị Thanh Thúy = "T.T.T.Thuy"). Cách in "tiết kiệm hết sức" này có những nhược điểm cố hữu không thể xoá bỏ:
- Khiến cho tên bị "ngắn cụt" và mang cảm giác ít trang trọng: người nhìn thường sẽ đọc "đê-hắt Dũng", "hắt-đê Chinh" và "tê-tê-tê Thuý", hoặc bỏ chữ viết tắt và chỉ đọc "Dũng", "Chinh", "Thuý", một cách đọc theo kiểu "đọc trống không", "cộc lốc" và không mang tính lịch sự, vì khi trở thành cầu thủ thì vị trí trong xã hội của họ đã được nâng lên, rất nhiều người đều theo dõi họ thi đấu, do vậy họ cũng phải được gọi một cách lịch sự hơn. Thậm chí trong một đội có thể có nhiều người trùng tên cuối như Quế Ngọc Hải = "Q.N.Hai", Nguyễn Quang Hải = "N.Q.Hai", Phạm Tuấn Hải = "P.T.Hai", người không biết rõ tên các cầu thủ (đặc biệt là bình luận viên nước ngoài) khi nhìn tên trên áo đấu sẽ không thể đọc được rõ ràng "Hai" là cầu thủ nào.
- Cách viết này cũng vừa sai khi nhầm phần đệm sang phần họ thay vì phần tên cuối trong tên người Việt Nam. Khoảng thời gian gần đây, tên cầu thủ trên áo thi đấu của đội bóng đá nam đã được chỉnh lại là viết tắt họ và in đủ phần đệm + tên cuối, ít nhất là đầy đủ hai âm tiết cuối (như Đỗ Hùng Dũng = "D. Hung Dung", Hà Đức Chinh = "H. Duc Chinh"), khi nhìn sẽ thấy rõ ràng và trang trọng hơn (người nhìn sẽ đọc là "Hùng Dũng" hay "Đức Chinh", xoá bỏ đi vấn đề "đọc trống không"), và cũng dễ nhận biết hơn với các cầu thủ trùng tên cuối như là "Q. Ngoc Hai", "N. Quang Hai" và "P. Tuan Hai".
- Tuy nhiên cách viết này lại chưa thể áp dụng trọn vẹn cho nữ được do khá nhiều cầu thủ có họ tên 3 âm tiết lại vướng chữ "Thị" (có thể dễ dàng viết Phạm Hải Yến = "P. Hai Yen", Nguyễn Thị Tuyết Dung = "N. T. Tuyet Dung", nhưng rất khó để viết Chương Thị Kiều = "C. Thi Kieu" hay Thái Thị Thảo = "T. Thi Thao" được), vì chữ "Thị" (氏) nghĩa gốc là "của dòng họ" (do đó có "Chương thị" = người họ Chương). Với thói quen đọc tên của người Việt đối với nữ thường hay kiêng chữ "Thị", có thể dễ dàng đọc "Hải Yến" và "Tuyết Dung", nhưng khó có thể đọc "Thị Kiều" hay "Thị Thảo" một cách thoải mái được.
- Một số cầu thủ có họ kép như "Âu Dương", "Tôn Thất" hay "Hoàng Phủ", nếu không để ý sẽ viết tắt sai họ (ví dụ: "Âu Dương Quân" nên viết tắt thành "A-D. Quân", vì họ cầu thủ này là họ kép)

Riêng vấn đề chữ D và Đ thành D, vì quy tắc bỏ dấu luôn được áp dụng nhưng người Việt không linh động dùng chữ Dz, Dj thay D, người nước ngoài khi nhìn chữ "D" thường đọc âm /d/ (đờ) thay vì âm /z/ (dờ), và Hung Dung có thể bị đọc như "Hùng Đũng" (nếu áo in "D. Hung Djung" thì sẽ dễ đọc đúng "Hùng Dũng" hơn).